# Julian Bailey
Julian Bailey (Woolwich, Inglaterra, a 9 de Outubro de 1961) é um ex-automobilista de Fórmula 1 britânico nascido na Inglaterra. Ele correu pelas equipes Tyrrell e Lotus.
Estreou na Fórmula 1 em 1988 ao lado do compatriota Jonathan Palmer na equipe Tyrrell. O estreante piloto inglês teve muitas dificuldades para classificar o carro no grid de largada. Ele conseguiu alinhar em 6 oportunidades e apenas 4 conseguiu terminar as corridas.
Com dificuldades financeiras para continuar na categoria, Bailey não esteve em 1989. Ele tentou o Mundial de Sport-Protótipos na equipe oficial da Nissan ao lado do prometido e compatriota Mark Blundell. No final de 1990, depois de uma boa temporada nos Sport-Protótipos, Julian resolve retornar à Fórmula 1 ao juntar dinheiro suficiente para correr em 1991 na Lotus, que esteve prestes de fechar as portas.
Ele divide os boxes com um jovem promissor campeão da Fórmula 3 Inglesa do ano anterior, o finlandês Mika Hakkinen. Na sua nova equipe, ele não conseguiu vaga nos Grande Prêmios: Estados Unidos e no Brasil; apenas em San Marino ele conseguiu se alinhar. Na prova, Bailey se aproveita dos erros e problemas do pelotão dianteiro e do meio e vai ganhando várias posições. Faltando três voltas para o final, o belga Eric Van de Poele da Lambo abandona a prova por problemas da bomba de combustível. Com isso, o piloto inglês ganha a posição e termina em 6º lugar marcando 1 ponto. Mas depois, voltou o normal: depois de falhar mais uma classificação, em Mônaco, a Lotus decidiu dispensar o seus serviços e contratar o compatriota Johnny Herbert.
Sem equipe, Julian Bailey encerra a sua rápida passagem na Fórmula 1.

## Todos os Resultados de Julian Bailey na Fórmula 1
(legenda)
| Ano  | Nome Oficial da Equipe      | Chassis     | Motor            | Pneus | 1      | 2       | 3      | 4      | 5       | 6      | 7      | 8       | 9      | 10     | 11     | 12      | 13     | 14     | 15      | 16     | Pontos | Pos      |
| ---- | --------------------------- | ----------- | ---------------- | ----- | ------ | ------- | ------ | ------ | ------- | ------ | ------ | ------- | ------ | ------ | ------ | ------- | ------ | ------ | ------- | ------ | ------ | -------- |
| 1988 | Tyrrell Racing Organisation | Tyrrell 017 | Ford Cosworth V8 | G     | BRA NQ | SMR Ret | MON NQ | MEX NQ | CAN Ret | EUA 9º | FRA NQ | GBR 16º | ALE NQ | HUN NQ | BEL NQ | ITA 12º | POR NQ | ESP NQ | JAP 14º | AUS NQ | 0      | NC (26º) |
| 1991 | Team Lotus                  | Lotus102B   | Judd V8          | G     | EUA NQ | BRA NQ  | SMR 6º | MON NQ |         |        |        |         |        |        |        |         |        |        |         |        | 1      | 23º      |